# Graham Travis
Graham Travis est un réalisateur de films pornographiques américain. Il est surtout connu pour Portrait of a Call Girl, l'un des principaux films pornographiques scénarisés de l'année 2011, qui lui a valu l'AVN Award et le XBIZ Award du meilleur réalisateur en 2012. Il est également General Manager du studio Elegant Angel. Son film Pornstar Superheroes (2010), coréalisé avec William H., a marqué le retour du studio à des productions scénarisées.

## Distinctions
- 2012 AVN Award Meilleur réalisateur - Film scénarisé (Best Director - Feature) pour Portrait of a Call Girl[2]
- 2012 XBIZ Award Réalisateur de l'année - Projet individuel (Director of the Year - Individual Project) pour Portrait of a Call Girl[3]
- 2012 XRCO Award Meilleur réalisateur - Film scénarisé (Best Director (Features))[4]
- 2013 XBIZ Award Réalisateur de l'année - Film scénarisé (Director of the Year - Feature Release) pour Wasteland (Elegant Angel)[5]
- 2013 AVN Award Meilleur réalisateur - Film scénarisé (Best Director - Feature) pour Wasteland[6]
- 2013 XRCO Award Meilleur réalisateur - Film scénarisé (Best Director (Features))[7]

## Filmographie
- 2006 : Slave Dolls 2
- 2010 : Pornstar Superheroes
- 2011 : Portrait of a Call Girl
- 2012 : Wasteland